# Ksena: Bojevniška princesa
Ksena: Bojevniška princesa (v izvirniku angleško Xena: Warrior Princess) je ameriška fantazijska televizijska serija. Ustvaril jo je Robert Tapert, snemali pa so jo na Novi Zelandiji.
Zgodba spremlja zloglasno istoimensko bojevnico, ki se poskuša odkupiti za svoje slabo ravnanje z ljudmi v preteklosti, tako, da uporablja svoje borilne veščine za pomoč nemočnim.

## Glavni liki
- Lucy Lawless - Ksena
- Renee O'Connor - Gabriela
- Ted Raimi - Joxer